# Ívar Ingimarsson
Ívar Ingimarsson est un footballeur islandais né le 20 août 1977 à Stöðvarfjörður. Il joue au poste de défenseur central.

## Biographie
Le 13 juin 2011, après avoir quitté le club de Reading FC pour lequel il a joué plus de 280 matchs, il signe à Ipswich Town à 33 ans un contrat d'un an. Début janvier 2012, il est laissé libre par le club.

## Palmarès
ÍBV Vestmannaeyjar
- Championnat d'Islande (1) : 1998
- Coupe d'Islande (1) : 1998

 Reading FC
- Football League Championship (1) : 2006